# Erik Olof Persson
Erik Olof Persson, född 1979 i Bromma, uppvuxen i Sundsvall, är en svensk skulptör, snickare, musiker och spåman.
Sommaren 2009 blev han uppmärksammad genom sin debututställning "Skalbaggar i färg 1–43" i nya Kulturmagasinet på Wij trädgårdar i Ockelbo. Hans senaste utställning "Skalbaggar i färg nr 77-143" visas 10-29 mars 2012 på Galleri Hantverket i Stockholm.[källa behövs] Persson är utbildad på Göteborgs konstskola och bor i Noraström i Höga kusten i Ångermanland.

## Utställningar
- Galleri Hantverket, 10-29 mars Stockholm 2012
- Dorotea Konstförening, 4-8 februari 2012
- Örnsköldsviks konsthall, 2011-2012
- Dala galleri, Gallsäter 2011
- Järnsta Kafé, Nordingrå 2009-2011
- Galleri 8, Sundsvall, våren 2011
- Länsmuseet Murberget, Härnösand under sommaren 2010
- Virserums konsthall, sommaren 2010
- Mannaminne